# Denise Dignard
Denise Dignard (Port-Cartier, 13 gennaio 1961) è un'ex cestista canadese.

## Carriera
Con il Canada ha disputato i Campionati mondiali del 1979.